# 영일군수
영일군수는 경상북도 영일군의 군수이다. 1995년 영일군이 포항시와 통합되어 사라지면서 폐지되었다.

## 역대 영일군수
- 1995년 1월 1일에 통합 포항시 출범 (1시, 2구, 4읍, 10면, 25동, 1출장소)

| 대수 | 이름   | 임기                               |
| ---- | ------ | ---------------------------------- |
| 1대  | 나지강 | 1945년 9월 8일 ~ 1948년 3월 10일   |
| 2대  | 최도훈 | 1948년 3월 11일 ~ 1949년 1월 7일   |
| 3대  | 최원수 | 1949년 1월 8일 ~ 1950년 4월 20일   |
| 4대  | 김무환 | 1950년 5월 5일 ~ 1951년 1월 10일   |
| 5대  | 이종하 | 1951년 1월 11일 ~ 1951년 3월 16일  |
| 6대  | 박재양 | 1951년 3월 17일 ~ 1951년 12월 5일  |
| 7대  | 정이환 | 1951년 12월 6일 ~ 1952년 12월 15일 |
| 8대  | 신석구 | 1952년 12월 16일 ~ 1953년 8월 19일 |
| 9대  | 권중효 | 1953년 8월 20일 ~ 1953년 12월 8일  |
| 10대 | 정관용 | 1953년 12월 9일 ~ 1955년 8월 28일  |
| 11대 | 장병택 | 1955년 8월 29일 ~ 1956년 7월 30일  |
| 12대 | 강경식 | 1956년 7월 31일 ~ 1959년 8월 25일  |
| 13대 | 이병학 | 1959년 8월 26일 ~ 1960년 5월 12일  |
| 14대 | 김우복 | 1960년 5월 13일 ~ 1960년 11월 11일 |
| 15대 | 김영만 | 1960년 11월 12일 ~ 1961년 3월 13일 |
| 16대 | 이승희 | 1961년 3월 14일 ~ 1961년 7월 14일  |
| 17대 | 이재용 | 1961년 7월 15일 ~ 1961년 10월 30일 |
| 18대 | 이상호 | 1961년 11월 1일 ~ 1962년 4월 24일  |
| 19대 | 김옥현 | 1962년 4월 25일 ~ 1965년 6월 4일   |
| 20대 | 배수강 | 1965년 6월 5일 ~ 1967년 11월 4일   |
| 21대 | 박준무 | 1967년 11월 5일 ~ 1971년 8월 20일  |
| 22대 | 홍순호 | 1971년 8월 21일 ~ 1973년 10월 30일 |
| 23대 | 박돈양 | 1973년 11월 1일 ~ 1975년 9월 2일   |
| 24대 | 이문환 | 1975년 9월 3일 ~ 1978년 8월 1일    |
| 25대 | 이충락 | 1978년 8월 2일 ~ 1980년 3월 3일    |
| 26대 | 오세진 | 1980년 3월 4일 ~ 1981년 6월 30일   |
| 27대 | 손종수 | 1981년 7월 1일 ~ 1982년 9월 17일   |
| 28대 | 서상은 | 1982년 9월 18일 ~ 1984년 6월 18일  |
| 29대 | 곽경열 | 1984년 6월 19일 ~ 1986년 3월 7일   |
| 30대 | 김희윤 | 1986년 3월 8일 ~ 1986년 12월 23일  |
| 31대 | 김호동 | 1986년 12월 24일 ~ 1988년 6월 11일 |
| 32대 | 김재완 | 1988년 6월 28일 ~ 1991년 7월 14일  |
| 33대 | 최희욱 | 1991년 7월 15일 ~ 1993년 3월 29일  |
| 34대 | 김상순 | 1993년 3월 30일 ~ 1994년 4월 29일  |
| 35대 | 손원호 | 1994년 4월 30일 ~ 1994년 12월 31일 |